# Сім'я вурдалаків
Сім'я вурдалаків (рос. Семья вурдалаков) — радянський художній фільм 1990 року, знятий режисерами Ігором Шавлаком і Геннадієм Климовим.

## Сюжет
Фільм починається з того, що в якомусь глухому селі Яків, глава сім'ї, розкопує свіжу могилу, в надії поживитися коштовностями, знятими з мерця. Несподівано мрець оживає і нападає на старого. Як згодом стає зрозуміло, Яків вмирає від отриманих травм (укусів вурдалака).

## У ролях
- Олена Караджова — Марія
- Ігор Шавлак — журналіст Ігор
- Микола Волошин — Яків, померлий дідусь, що став вурдалаком
- Юрій Катін-Ярцев — Старий-реставратор
- Микола Кочегаров — Георгій
- Іван Щеголев — молодший син Якова
- Микита Симановський — син Георгія
- Олена Землянікіна-Крилатова — Анна
- Олександр Рижков — Олександр Дмитрович, шеф Ігора
- Всеволод Хабаров — художник

## Знімальна група
- Сценарісти : Марина Собе-Панек, Ігор Шавлак, Геннадій Климов
- Режисери : Ігор Шавлак, Геннадій Климов
- Оператор : Олександр Мачильський
- Композитор : Володимир Давиденко
- Художник : Віктор Симановський